# Воля-Верушицька
Воля-Верушицька (пол. Wola Wieruszycka) — село в Польщі, у гміні Лапанув Бохенського повіту Малопольського воєводства.
Населення — 136 осіб (2011).
У 1975-1998 роках село належало до Тарновського воєводства.

## Демографія
Демографічна структура станом на 31 березня 2011 року:
|          | Загалом | Допрацездатний вік | Працездатний вік | Постпрацездатний вік |
| -------- | ------- | ------------------ | ---------------- | -------------------- |
| Чоловіки | 73      | 16                 | 48               | 9                    |
| Жінки    | 63      | 14                 | 37               | 12                   |
| Разом    | 136     | 30                 | 85               | 21                   |